# Don Addis
Donald G. Addis (13 de septiembre de 1935 - 29 de noviembre de 2009) fue un dibujante de cómics.
Obtuvo su licenciatura de la Universidad de Florida, donde estuvo a cargo del laboratorio de producción para el periódico estudiantil, The Alligator (llamado más tarde The Independent Florida Alligator).
Se retiró como editor caricaturista y columnista del St. Petersburg Times Publishing Company en 2004, donde trabajó desde 1964.
Su trabajo incluye una colección autopublicada de su trabajo en el U of F[¿dónde?] y las tiras cómicas:
Briny Deep (1980)
The Great John L. (1982-1984)
Babyman (1985) y
Bent Offerings (1988-2004).
Recibió el premio National Cartoonist Society Newspaper Panel Cartoon en 1992 por  Bent Offerings.
Don Addis murió de cáncer de pulmón a los  74 años el 29 de noviembre de 2009.